# Зарех Калфаян
Зарех Калфаян (1887 Константинополь, Османська імперія — 1939 Париж, Франція) — османський Художник вірменського походження.

## Біографія
Народився 1887 року в Константинополі. Освіту здобув на малій батьківщині в гімназії, після закінчення якої в офісі в Центральній гімназії, як в живописі вчитель. Його картини вперше були виставлені в Константинополі, а також в Стамбулі. увагу привернули, зокрема, «Долма Баден ввечері», «туманною ранок Топаємо», «ролі Іса медаліст» і так далі. У 1922 році виїхав до Парижа, навчався живопису в школі, у створенні нових картин, які були виставлені в різних випадках. Був членом Вірменський вільного союзу художників "секретар. В останні роки життя переважно займався мініатюри. в
Алан Автопортрет і «Тренер сцена» картини знаходяться в Національній галереї Вірменії.

## Картини
- «Долма Баден ввечері»
- «туманною ранок Топаємо»
- «ролі Іса медаліст»